# Z kamerą u Kardashianów
Rodzina Kardashianów (ang. Keeping Up With the Kardashians) – amerykański reality show emitowany na kanale E! od 14 października 2007 do 18 marca 2021.
Opowiada o rodzinie Roberta Kardashiana, znanego amerykańskiego prawnika, który zmarł na raka przełyku w 2003 roku. Głównymi postaciami programu są córki Roberta Kardashiana: Kim Kardashian, Khloé Kardashian i Kourtney Kardashian. Prócz tego w programie występuje reszta członków rodziny: syn zmarłego Roberta – Rob Kardashian oraz matka Kris Jenner wraz z byłym mężem, obecnie Caitlyn Jenner (wiosną 2015 r. przeszła operację korekty płci, dawniej Bruce). Caitlyn i Kris mają również własne dzieci, które także występują w programie. Są to dwie córki – Kendall Jenner i Kylie Jenner.
9 września 2020 Kris Jenner poinformowała za pośrednictwem Instagrama o zakończeniu nagrywania serii. Ostatnie odcinki zostały wyemitowane na początku 2021 roku.

## Odcinki

### Sezon 1
| N/o | Numer w sezonie | Tytuł odcinka            | Polski tytuł              | Premiera amerykańska | Opis odcinka |
| --- | --------------- | ------------------------ | ------------------------- | -------------------- | --- |
| 1   | 1               | I'm Watching You         | Patrzę na ciebie          | 14 października 2007 | Podczas gdy rodzina przygotowuje się do obchodów rocznicy ślubu rodziców, Kim ma swój pierwszy wywiad w TV, a Kourtney przechodzi kryzys w związku. |
| 2   | 2               | Managing Mom             | Jak sobie radzić z mamą   | 21 października 2007 | Kris nie radzi sobie jako pracująca mama i postanawia zatrudnić do pomocy nianię. Tymczasem Kim rozważa odebranie jej posady menedżerki.            |
| 3   | 3               | Brody In The House       | Wizyta Brody'ego          | 28 października 2007 | Dziewczyny jadą do Meksyku na gorącą sesję zdjęciową, a Brody Jenner zostaje z dziećmi.                                                             |
| 4   | 4               | Birthday Suit            | Sesja w negliżu           | 4 listopada 2007     | Kim bierze udział w sesji zdjęciowej dla „Playboya”.                                                                                                |
| 5   | 5               | Remembering Dad          | Wspomnienia o tacie       | 11 listopada 2007    | Khloé wpada w kłopoty w rocznicę śmierci ojca i trafia do więzienia.                                                                                |
| 6   | 6               | You Are So Pregnant Dude | Jesteś w ciąży, koleżanko | 18 listopada 2007    | Dziewczyny jadą do Las Vegas, a Kourtney dostaje wyniki testu ciążowego.                                                                            |
| 7   | 7               | Helping Hand             | Pomocna dłoń              | 25 listopada 2007    | Rodzina postanawia odwdzięczyć się swej lokalnej społeczności i przyjmuje pod dach bezdomnego.                                                      |
| 8   | 8               | The Price Of Fame        | Cena sławy                | 5 grudnia 2007       | W rodzinie wybucha seksafera. |

### Sezon 2
9 marca 2008 kanał E! rozpoczął nadawanie drugiego sezonu „Z Kamerą u Kardashianów”. Premierowy odcinek oglądało 1,4 miliona widzów, oglądalność kolejnych odcinków kształtowała się na poziomie około 1,6 miliona widzów, daje to 36% wzrost oglądalności w porównaniu z sezonem 1.
| N/o | Numer w sezonie | Tytuł odcinka                  | Polski tytuł                      | Premiera amerykańska | Opis odcinka |
| --- | --------------- | ------------------------------ | --------------------------------- | -------------------- | --- |
| 9   | 1               | Kim Becomes A Diva             | Kim zostaje diwą                  | 9 marca 2008         | Sława uderza Kim do głowy, a Kourtney chce zmusić Scotta, aby przyznał się do zdrady.                                                                                     |
| 10  | 2               | Rob's New Girlfriend           | Nowa dziewczyna Roba              | 16 marca 2008        | Rob zakochuje się w gwieździe muzyki pop, a Kris kupuje do domu kurczęta.                                                                                                 |
| 11  | 3               | Khloe Wants to Act             | Khloe chce być aktorką            | 23 marca 2008        | Ku zdziwieniu Kim Khloé decyduje się na karierę aktorską. Bruce całkowicie zmienia swój image.                                                                            |
| 12  | 4               | Kris the Cheerleader           | Kris zostaje cheerleaderką        | 30 marca 2008        | Dziewczyny wyjaśniają Kendall sprawy związane z dojrzewaniem, podczas gdy Kris próbuje swych sił jako dorosła cheerleaderka.                                              |
| 13  | 5               | Khloe's Blind Dates            | Randki w ciemno Khloe             | 6 kwietnia 2008      | Kim i Kourtney aranżują dla Khloé randki w ciemno, a Kendall najmuje pomocnika do prac domowych.                                                                          |
| 14  | 6               | Learning Self Defense          | Nauka samoobrony                  | 13 kwietnia 2008     | Doświadczone kilkoma włamaniami do sklepu dziewczyny uczą się samoobrony. Rob zostawia szkołę, aby zostać modelem.                                                        |
| 15  | 7               | Kardashian Civil War           | Wojna domowa                      | 27 kwietnia 2008     | Kim, Khloé i Kourtney wdają się w kłótnię, która może zniszczyć ich wzajemne stosunki, a Bruce dostrzega, że traci kontakt z dzisiejszym pokoleniem. Kim kupuje Bentleya. |
| 16  | 8               | Kardashian Family Vacation     | Rodzinne wakacje                  | 4 maja 2008          | Aby zapobiec dalszym kłótniom, Kris zmusza rodzinę do wyjazdu na wspólne wakacje w Breckenridge. Mimo tego, konflikty narastają coraz bardziej.                           |
| 17  | 9               | Kim's Calendar for Reggie      | Kim robi dla Reggiego kalendarz   | 11 maja 2008         | Kim wpada w furię, kiedy kalendarz z jej zdjęciami staje się ogólnie dostępny. W międzyczasie Bruce stara się jakoś zainspirować Khloé i Kourtney.                        |
| 18  | 10              | New Perspective in New Orleans | Nowe Perspektywy w Nowym Orleanie | 19 maja 2008         | Siostry Kardashian jadą do Nowego Orleanu na turniej bilardu. Na miejscu, rodzina dotknięta huraganem Katrina pokazuje im zniszczone części miasta.                       |
| 19  | 11              | Junk In The Trunk              | Cenne znalezisko                  | 26 maja 2008         | Rodzina Kardashianów ogląda nigdy wcześniej niewidziane materiały i ulubione fragmenty ze swego słynnego programu.                                                        |

### Sezon 3
Emisja trzeciego sezonu rozpoczęła się 8 marca 2009. Finałowy odcinek serii został wyemitowany 25 maja 2009 i zgromadził 1,9 miliona widzów przed telewizorami.
| N/o | Numer w sezonie | Tytuł odcinka                        | Polski tytuł                                    | Premiera amerykańska | Opis odcinka |
| --- | --------------- | ------------------------------------ | ----------------------------------------------- | -------------------- | --- |
| 20  | 1               | Free Khloe                           | Uwolnić Khloé                                   | 8 marca 2009         | Kiedy Khloé idzie do więzienia za złamanie reguł zwolnienia warunkowego, na światło dzienne wychodzą zadawnione problemy dotyczące byłego męża Kris.   |
| 21  | 2               | Kourt's First Cover                  | Pierwsza okładka Kourtney                       | 15 marca 2009        | Kourtney jest obrażona, ponieważ Kris nie przyszła na jej pierwszą sesję zdjęciową na okładkę. Rob po raz pierwszy mieszka z dziewczyną i ma kłopoty.  |
| 22  | 3               | I'd Rather Go Naked... Or Shopping   | Zakupy i naga sesja                             | 22 marca 2009        | Khloé pozuje nago dla organizacji PETA i nie jest zadowolona ze swego ciała, zaś rodzina martwi się o Kim z powodu jej nałogu robienia zakupów.        |
| 23  | 4               | Pussycat Vision                      | Pussycat Dolls, kolonoskopia i problemy z okiem | 29 marca 2009        | Bruce idzie na swą pierwszą kolonoskopię, a tuż przed koncertem Pussycat Dolls Kim ma problemy z okiem.                                                |
| 24  | 5               | All for One and One for Kim          | Wszyscy za Kim, Kim za wszystkich               | 5 kwietnia 2009      | Tajemnicze interesy są przyczyną wielkiej awantury rodzinnej, podczas gdy Kris próbuje znaleźć z Bruce'em wspólny grunt.                               |
| 25  | 6               | Cinderella Story                     | Historia o Kopciuszku                           | 19 kwietnia 2009     | Rob zaczyna się dziwnie zachowywać, a Khloé myśli, że jest adoptowana i robi sobie test DNA, żeby sprawdzić, czy naprawdę jest z rodziny Kardashianów. |
| 26  | 7               | The Two Year Itch                    | Pierwszy kryzys                                 | 26 kwietnia 2009     | Kourtney oskarża Scotta o zdradę, a Khloé ma robioną biopsję, żeby sprawdzić, czy nie ma raka skóry.                                                   |
| 27  | 8               | Distance Makes the Heart Grow Fonder | Jak kocha, to poczeka                           | 3 maja 2009          | Khloé prowadzi w Nowym Jorku pokaz mody, a Kim musi wybierać między chłopakiem a karierą.                                                              |
| 28  | 9               | Leaving the Nest                     | Wreszcie na swoim                               | 10 maja 2009         | Khloé szuka mieszkania w Nowym Jorku. Kris, która chciałaby zostać babcią, dostaje od dziewczyn małpkę.                                                |
| 29  | 10              | Meet the Kardashians                 | Spotkanie z rodziną Kardashianów                | 17 maja 2009         | Bruce robi sobie operację plastyczną. Rodzina Kardashianów/Jennerów podczas wycieczki spotyka po raz pierwszy rodzinę Bailonów.                        |
| 30  | 11              | What's Yours is Mine                 | Co twoje to moje                                | 25 maja 2009         | Stosunki między Kourtney a Kim są wystawione na próbę, ponieważ Kourtney w dalszym ciągu pożycza rzeczy Kim bez pytania.                               |
| 31  | 12              | Double Trouble                       | Podwójny kłopot                                 | 25 maja 2009         | Związki Kourtney i Khloé się rozpadły i obie dziewczyny uczą się żyć ze złamanym sercem.                                                               |

Sezon 4 premiera  8 listopada 2009 dwie godziny specjalnego odcinka Kardashianowie-WESELE. Pozostałą część sezonu rozpoczęła się  13 grudnia 2009, a zakończył się 21 lutego 2010.
| N/o | Tytuł odcinka | Polski tytuł | Premiera amerykańska | Opis odcinka |
| --- | ------------- | ------------ | -------------------- | --- |
| 32  | "The Wedding" | Ślub         | 11/8/09              | Khloé i Lamar Odom zdecydowali się na ślub. Ich związek trwa krócej niż miesiąc od pierwszej randki. Cała rodzina czeka na decyzję. Khloé staje się coraz bardziej zdenerwowana, ale później, gdy wychodzi za mąż, wszystko jej przechodzi. Rob próbuje na nowo odbudować związek z byłą dziewczyną – Adrienne Bailon. Kim uświadamia sobie, że tęskni za Reggiem. Kourtney i Scott mają na celu naprawę swoich relacji. (Dwie godziny odcinka) |

## Spin-off
W sierpniu 2009 ogłoszono, że Kourtney i Khloé wystąpią w nowej produkcji, której premierę wyznaczono na wrzesień 2009. Siostry zdecydowały się poszukać zupełnie nowych wrażeń i wyprowadziły się na słoneczną Florydę do Miami, gdzie otworzyły nowy butik. Emisję programu Kourtney i Khloé jadą do Miami rozpoczęła telewizja E!.